# Хрустальный (спортивная школа)
«Хрустальный» — московская спортивная школа, входящая в состав ГБУ «Московская академия фигурного катания на коньках».

## История
Детско-юношеская спортивная школа № 37 была открыта в районе Коньково в Москве на ледовом катке «Хрустальный» в ноябре 2003 года с отделением «Фигурное катание на коньках». В первом же сезоне на «Хрустальном» была создана группа парного катания во главе с Владимиром Захаровым, со «Стадиона Юных пионеров» перешла со своей группой танцев на льду Ксения Румянцева, из ДЮСШ «Русь» со своими учениками пришла Анастасия Бурнова. Были открыты группы спортивного совершенствования, а затем и группы высшего спортивного мастерства. В 2008 году со своей группой из ДЮСШ № 8 перешла тренер одиночного фигурного катания Этери Тутберидзе. В 2008 году за успешные результаты, показанные спортсменами школы, ей был присвоен первый в Москве статус специализированной школы олимпийского резерва по фигурному катанию.
В 2013 году школа была переименована в «Хрустальный» и стала носить название катка. В том же году ледовый дворец вошёл в состав «Самбо-70» и стал отделением школы. С 1 сентября 2022 года школа «Хрустальный» и одноимённый ледовый дворец входят в состав государственного бюджетного учреждения «Московская академия фигурного катания на коньках», образованного 6 мая 2022 года на базе СШОР № 2 Москомспорта. На данный момент в отделении «Хрустальный» тренируются по двум видам фигурного катания: одиночное катание (мужчины и женщины) и парное катание. До 2022 года в отделении работали 15 штатных тренеров-преподавателей. Начальник отделения — Александр Филатов. В отделении работали восемь тренерских составов во главе с тренерами Этери Тутберидзе (старший тренер отделения), Анной Царёвой, Екатериной Волобуевой, Ольгой Волобуевой, Наталией Марьянски, Анастасии Подзоровой, Анастасией Кабановой и Евгения Елонова. Спортсмены разделены на две группы: оздоровительную и спортивную. 
В мае 2021 года в районе Ясенево у одноимённой станции метро в Москве было начато строительство нового ледового спортивного комплекса для «Московской академии фигурного катания на коньках». Подрядчик — строительная компания «Меркурий». 22 сентября 2023 года строительство было завершено. Дворец получил название «Центр фигурного катания Этери Тутберидзе». В новый комплекс из ледового дворца «Хрустальный» перешли все действующие ученики группы Этери Тутберидзе. Первая тренировка прошла 6 декабря 2023 года. В новом комплексе проходят тренировки и официальные соревнования по фигурному катанию и хоккею районного и межрайонного уровней среди детей и взрослых, а также ледовые шоу.
С 2023 года в «Центре фигурного катания Этери Тутберидзе» работает группа Тутберидзе, а в ледовом дворце «Хрустальный» — тренерские группы Ольги Волобуевой, Наталии Марьянски, Евгения Елонова и другие.

## Группа Тутберидзе
Группа Этери Тутберидзе или «Команда Тутберидзе» тренирует фигуристов в отделении «Хрустальный» с 2008 года. С 2014 года ученики группы успешно выступают на главных национальных и международных турнирах, занимая лидирующие места в женском одиночном катании.

### Тренеры

#### Старшая группа
- Этери Тутберидзе — главный тренер;
- Даниил Глейхенгауз — тренер, хореограф;
- Сергей Дудаков — тренер.

#### Хореографический класс
- Ксения Потылицына — хореограф.

#### Младшая группа
- Артемий Пунин — тренер;
- Полина Цурская — тренер;
- Георгий Похилюк — тренер, хореограф[12];
- Татьяна Данилова — тренер группы начальной подготовки;
- Мария Иткина — тренер группы начальной подготовки;
- Татьяна Фёдорова — тренер группы начальной подготовки;
- Екатерина Татарникова — тренер<[13];
- Дарья Медведева — тренер;
- Ольга Волобуева — тренер[14].

#### Тренеры парного катания
- Максим Траньков — тренер парного катания[15];
- Алексей Тихонов — тренер парного катания[16];
- Филипп Тарасов — тренер парного катания[17];
- Дмитрий Зобнин — тренер парного катания[18].

## Спортсмены

#### Члены сборной России
| Фигурист                                | Период    | Наивысшие титулы в составе группы            | Примечание                                                  |
| --------------------------------------- | --------- | -------------------------------------------- | ----------------------------------------------------------- |
| Аделия Петросян                         | 2019—н.в. | Чемпионат России 2024                        | Член сборной России                                         |
| Даниил Самсонов                         | 2015—н.в. | Первенство России среди юниоров (2018, 2019) | Член сборной России. Пропустил сезон 2021/2022 из-за травмы |
| Александра Бойкова и Дмитрий Козловский | 2023—н.в. | Чемпионат России по прыжкам 2024             | Члены сборной России                                        |
| Анастасия Мухортова и Дмитрий Евгеньев  | 2023—н.в. |                                              | Члены сборной России                                        |
| Маргарита Базылюк                       | 2020—н.в. | Первенство России среди юниоров 2024         | Член сборной России среди юниоров                           |
| Арсений Федотов                         | 2016—н.в. | Первенство России среди юниоров (2023, 2024) | Член сборной России среди юниоров                           |
| Алиса Двоеглазова                       | 2020—н.в. | Финал Гран-при России среди юниоров 2024     | Член сборной России среди юниоров в резерве                 |

### Бывшие спортсмены
| Фигурист                            | Период               | Наивысшие титулы в составе группы                             | Примечание |
| ----------------------------------- | -------------------- | ------------------------------------------------------------- | --- |
| Алина Загитова                      | 2015—2019            | Зимние Олимпийские игры 2018                                  | О завершении карьеры не объявляла. Фактически не участвует в соревнованиях с 2019 года, однако продолжает тренировать в группе показательные программы для выступлений в ледовых шоу и коммерческих турнирах. Участвует в ежегодных шоу Этери Тутберидзе «Чемпионы на льду»                     |
| Анна Щербакова                      | 2013—2022            | Зимние Олимпийские игры 2022                                  | О завершении карьеры не объявляла. Фактически не участвует в соревнованиях с 2022 года, однако продолжает тренировать в группе показательные программы для выступлений в ледовых шоу и коммерческих турнирах. Участвует в ежегодных шоу Этери Тутберидзе «Чемпионы на льду»                     |
| Юлия Липницкая                      | 2009—2015            | Зимние Олимпийские игры 2014 (ком.)                           | Перешла в группу Алексея Урманова (ЦФК Транькова и Волосожар, ТЦ для ФК и ШТ) |
| Евгения Медведева                   | 2007—2018, 2020—2021 | Зимние Олимпийские игры 2018 · Чемпионат мира (2016, 2017)    | Завершила карьеру. Участвует в ежегодных шоу Этери Тутберидзе «Чемпионы на льду» |
| Александра Трусова                  | 2016—2020, 2021—2022 | Зимние Олимпийские игры 2022                                  | Перешла в группу Светланы Соколовской (СШОР ЦСКА им. С. А. Жука). Участвует в ежегодных шоу Этери Тутберидзе «Чемпионы на льду» |
| Евгения Тарасова и Владимир Морозов | 2021—2023            | Зимние Олимпийские игры 2022                                  | Завершили карьеру. Участвуют в ежегодных шоу Этери Тутберидзе «Чемпионы на льду» |
| Алёна Косторная                     | 2017—2020, 2021—2022 | Чемпионат Европы 2019                                         | Перешла в группу Елены Водорезовой (СШОР ЦСКА им. С. А. Жука) |
| Элизабет Турсынбаева (Казахстан)    | 2012—2013, 2018—2021 | Чемпионат мира 2019                                           | Завершила карьеру |
| Диана Дэвис и Глеб Смолкин          | 2018—2023            | Чемпионат России 2022 · Финал Кубка России среди юниоров 2021 | Фактически тренировались в США, но до перехода в сборную Грузии формально числились в школе «Хрустальный», в группе Тутберидзе. В настоящее время в официальных страницах группы Тутберидзе в социальных сетях дуэт указывают как часть группы, хотя фактически спортсмены тренируется в Канаде |
| Камила Валиева                      | 2018—2024            | Чемпионат мира среди юниоров 2020                             | Исключена из сборной России в связи с дисквалификацией по решению CAS |

### Стажировка
- Анастасия Шаботова (2017)[27];
- Башар Октар (Турция) (2017−2018)[28];
- Кимми Репонд (Швейцария) (2017)[29];
- Эва-Лотта Кийбус (Эстония) (2019)[30];
- Сёма Уно (Япония) (2019);
- Юлия Ланг (Венгрия) (2021)[31];
- Рауль Гарсия (Андорра) (2023);
- Бурак Демирбога (Турция) (2023)[32].

### Просмотры
- Дарья Павлюченко[33];
- Елизавета Берестовская;
- Софья Муравьёва;
- Вероника Яметова;
- Анастасия Марасанова;
- Милана Кузьмина[34].

### Достижения
Ученики команды Тутберидзе неоднократно становились победителями на крупнейших турнирах по фигурному катанию. В 2018 году Алина Загитова выиграла Олимпиаду в Пхёнчхане в индивидуальных соревнованиях с мировым рекордом по набранным очкам в короткой программе, также став второй в мире фигуристкой-одиночницей, выигравшей все крупные турниры по фигурному катанию. В 2022 году Анна Щербакова выиграла Олимпиаду в Пекине в индивидуальных соревнованиях, а годом ранее — чемпионат мира и другие турниры, в которых участвовала (чемпионат России, Кубок Первого канала, командный чемпионат мира). В 2014 году Юлия Липницкая стала чемпионкой в командных соревнованиях на Олимпиаде в Сочи, выступив с программой «Список Шиндлера» в образе девочки в красном пальто из одноимённого фильма. Режиссёр фильма Стивен Спилберг написал Липницкой письмо с благодарностью за переданный образ. Фотография Липницкой была помещена на обложку европейской и азиатской версий журнала Time. В 2016 и 2017 году Евгения Медведева выиграла чемпионат мира. В 2020 году Алёна Косторная выиграла чемпионат Европы и стала лауреатом премии ISU Skating Awards в номинации «Новичок года». В 2018 и 2019 году Александра Трусова выиграла чемпионат мира среди юниоров, став второй в мире, выигравшей этот турнир дважды. Трусова первой среди женщин на соревнованиях приземлила четверные тулуп, лутц и флип, и второй приземлила четверной сальхов. За приземление четверных тулупа, лутца и флипа Трусова была занесена в Книгу рекордов Гиннесса. В 2022 году на Олимпиаде в Пекине первой среди женщин приземлила пять четверных прыжков в одной программе. В 2019 году Камила Валиева выиграла чемпионате мира среди юниоров с программой «Девочка на шаре», после чего её поздравила Диана Пикассо — внучка автора одноимённой картины Пабло Пикассо. В 2018 году Алексей Ерохов выиграл чемпионат мира среди юниоров. Элизабет Турсынбаева завоевала серебро чемпионата мира 2019, став первой одиночницей, приземлившей четверной прыжок на соревновании среди взрослых, а также самой титулованной фигуристкой Казахстана. В 2015 году Полина Цурская выиграла Юношеские Олимпийские игры. В 2012 году Адьян Питкеев выиграл Европейский юношеский олимпийский фестиваль. В 2022 году Софья Акатьева выиграла чемпионат России. В 2023 году Аделия Петросян выиграла Гран-при России, а в 2024 году — чемпионат России. Петросян первой в мире приземлила четверной риттбергер среди женщин на национальных соревнованиях. В 2021 году Дарья Усачёва выиграла Кубок Первого канала в составе команды «Красная машина». Морис Квителашвили завоевал бронзу на чемпионате Европы 2020 и стал самым титулованным фигуристом из Грузии. В 2022 году стал знаменосцем сборной Грузии на Олимпиаде в Пекине. В 2018 и 2019 году Даниил Самсонов выиграл первенство России среди юниоров. В 2024 году Маргарита Базылюк выиграла первенство России среди юниоров. В 2023 и 2024 году Арсений Федотов выиграл первенство России среди юниоров. В 2018 году Майя Хромых выиграла Финал Кубка России среди юниоров.
23 апреля 2023 года ученики «Хрустального» выиграли юношеский командный турнир «Кубок Московского спорта» в категории «Командный результат юношеских разрядов (государственные школы)» с итоговыми 39 баллами. В категории «Командный результат спортивных разрядов» ученики «Хрустального» заняли второе место с итоговыми 62 баллами.
Этери Тутберидзе — первый тренер по фигурному катанию, чьи ученики за один сезон выиграли все этапы и Финал Гран-при (сезон 2019/2020). Лауреат премии ISU Skating Awards в номинации «Лучший тренер» в 2020 году.

### Team Tutberidze
В июле 2018 года в Instagram была создана страница под названием «Team Tutberidze», в которую тренерский штаб Тутберидзе выкладывал фото- и видеоматериалы с тренировок и соревнований, а также официальные заявления от имени штаба. С 2018 года СМИ, ссылаясь на страницу в Instagram при публикации новостей о группе Тутберидзе, называли её «Командой Тутберидзе». С 2019 года так же публично представляют группу и ученики Тутберидзе. В настоящее время в медиасфере тренерский штаб и группа фигуристов Тутберидзе известны как «Команда Тутберидзе».
17 марта 2021 года было зарегистрировано ООО «Тим Тутберидзе», учредителем и генеральным директором которого является Этери Тутберидзе. 5 августа 2021 года зарегистрирован товарный знак «Этери Тутберидзе». Под брендом Team Tutberizde команда организовала гастрольный тур по городам России с гала-шоу «Чемпионы на льду», а также выпустила сувенирную продукцию в интернете. Был открыт канал бренда на YouTube, официальная страница в «ВКонтакте», а также канал в TikTok под названием «Tutber House». С октября 2020 года «Команда Тутберидзе» сотрудничает со спортивным агентом Марией Шашиной. С 2020 года спонсором Team Tutberidze стала топливная компания G-Drive — это первый в России случай спонсорства целой команды по фигурному катанию, а не отдельного спортсмена. С 2021 года спонсором команды также является «Тинькофф Банк». Выручка компании «Тим Тутберидзе» в 2021 году составила 10 млн рублей, прибыль — 6,8 млн рублей.

#### Ледовые шоу
В 2019 году Этери Тутберидзе и Даниил Глейхенгауз представили в Краснодаре своё первое гала-шоу «Чемпионы на льду». Это первое в России ледовое шоу, дебютировавшее не в Москве или Санкт-Петербурге. По формату это единственное в России шоу, в котором все фигуристы выступают со своими соревновательными программами и показательными программами для соревнований. В нём приняли участие все её действующие ученики, а также некоторые действующие спортсмены в парном катании и танцах на льду, и бывшие спортсмены в одиночном катании. Шоу «Команды Тутберидзе» регулярно транслируются на «Первом канале». 26 февраля 2020 года в Москве прошло совместное шоу тренеров Этери Тутберидзе и Нины Мозер «Путь к победе», в котором приняли участие их ученики. В 2020 году были запланированы шоу «Чемпионы на льду» в нескольких городах, но были отменены из-за пандемии COVID-19. В апреле 2021 года уже под официально зарегистрированным брендом «Теам Tutberidze» был организован гастрольный тур с шоу «Чемпионы на льду» в Казани, Москве, Санкт-Петербурге, Краснодаре, Сочи и Ташкенте (Узбекистан). В 2022 году шоу прошло в Минске (Белоруссия), Москве, Красноярске, Самаре, Нижнем Новгороде и Ташкенте (Узбекистан). В 2023 году шоу прошло во Владивостоке, Хабаровске, Санкт-Петербурге, Москве, Новосибирске, Омске, Казани, Уфе и Алма-Ате (Казахстан).
Олимпийская чемпионка 1994 года Оксана Баюл обвинила Тутберидзе в плагиате названия американского ледового шоу Champions on Ice, которое на русский переводится как «Чемпионы на льду».

## Другие тренерские группы
Помимо группы Тутберидзе в «Хрустальном» до 2020 года работали группы Анны Царёвой, Екатерины Волобуевой, Ольги Волобуевой, Наталии Марьянски, Анастасии Кабановой, Анастасии Подзоровой, Оксаны Булычёвой, Владислава Булычёва, Анастасии Бурновой, Александра Волкова, Сергея Рослякова, Сергея Доброскокова и Евгения Елонова. В группе Анны Царёвой занималась победительница Кубка России Анна Погорилая. На национальных чемпионатах участвовали её ученики Мария Захарова и Вероника Петеримова. В группе Екатерины Волобуевой занималась танцевальная пара Алла Лобода и Павел Дрозд, участвовавшие на чемпионате России и занявшие на чемпионате мира среди юниоров 2 место. С 2023 года в ледовом дворце «Хрустальный» работают тренерские группы Екатерины Волобуевой, Наталии Марьянски, Евгения Елонова и другие.